# 河村幹夫
河村 幹夫（かわむら みきお、1935年8月3日 - 2019年11月27日）は、日本の実業家、経営学者、博士（経営学）、シャーロキアン。アーサー・コナン・ドイル研究の第一人者。日本推理作家協会名誉会員。長崎市生まれの愛知県育ち。

## 人物
- シャーロック・ホームズ研究家でもあり、1989年『シャーロック・ホームズの履歴書』で日本エッセイストクラブ賞受賞。仕事でイギリス駐在時は本場のシャーロキアン協会に所属していた。
- 座右の銘は“冷静な頭脳と暖かい心情”。
- 親は三菱重工業、息子も三菱グループ企業と三代揃って三菱一家となっている。
- 大学生の時はアルバイトとして、外国人に対して都内観光の通訳のアルバイトをしていた。
- 就職活動の際、当初は通訳士も最終面接の三人まで残ったが、最終面接で同時通訳の実技試験の際、「相手の話を全部聞いてからでないと通訳ではないのではないか」と面接官に話し、面接官からは他に受かっている三菱商事の方が向いていると促された。他の二人については、新卒ではなく、既に実務を積んできていた人たちであった。
- 北米駐在時代、堀辰雄の「風立ちぬ」の自主翻訳を数年かけて実行し、自主出版した。
- 三菱商事ロンドン支店赴任中、先例の乏しかったロンドン金融街「シティ」への日本人参入に尽力した。
- 三菱商事の歴史の中でも、取締役から大学教授への転身は過去に例がないわけではなかった。
- 2016年 スターホールディングス株に関する金融商品取引法違反（インサイダー取引）罪で在宅起訴[1][2]。
- インサイダー取引をしたとして、2017年3月27日、横浜地裁は河村に対し懲役1年6か月執行猶予3年、罰金100万円、追徴金3623万円の判決を言い渡した。判決によると、2014年10月、当時ジャスダックに上場していた企業の経営者から公表前の株式公開買い付けの情報を聞き、2014年10月から2015年2月までの間に計59,400株を約2,124万円で買い付け、情報公表後に売却、約1,499万円の利益を得ていた[3][4]。

## 経歴
※太字は現職。
- 1954年 愛知県立瑞陵高等学校卒業。
- 1958年 一橋大学経済学部卒業後、三菱商事入社。
- 1958年6月 米国三菱商事。
- 1967年1月 米国三菱商事モントリオール事務所。
- 1971年6月 三菱商事。
- 1981年9月 三菱商事ロンドン支店 非鉄金属部長、トライランドメタルズ社（ロンドン金属取引所会員会社）会長・社長。
- 1986年 三菱商事新金属・製品部長。
- 1987年 三菱商事半導体部長。
- 1988年1月 三菱商事半導体事業部長。
- 1988年7月 三菱商事参与。
- 1990年1月 三菱商事電子事業本部長。
- 1990年6月 三菱商事取締役。
- 1991年6月 三菱商事情報産業担当役員補佐。
- 1994年6月 多摩大学経営情報学部教授、多摩大学大学院経営情報学研究科教授（～2013年3月）、三菱商事顧問（～1997年6月）。
- 1999年 東京工業品取引所市場取引監視委員会委員長。
- 2001年 「米国商品先物市場の研究」で博士（経営学）（名古屋学院大学）。
- 2003年10月 多摩大学大学院経営情報学研究科長。
- 2006年 多摩大学総合リスクマネジメント研究所長（～2013年3月）。
- 2008年 東京工業品取引所取締役、学校法人昭和女子大学監事。
- 2010年 京浜急行電鉄株式会社取締役。
- 2011年 日本財団評議員。
- 2013年 多摩大学名誉教授。
- 2017年 金融商品取引法違反で、横浜地裁が執行猶予付の有罪判決。
- 2019年11月27日午前2時、病気のため自宅で死去、84歳。葬儀は近親者で営まれた。

## 著書
- ザ・シカゴマーケット 先物取引=ゼロ・サムゲームの技と知恵 東京布井出版 1984.9
- われらロンドン・ホームズ協会員 シャーロック・ホームズ紀行 筑摩書房 1988.8 「われらロンドン・シャーロッキアン」文庫
- シャーロック・ホームズの履歴書 講談社現代新書 1989.4
- サラリーマンの勝負は週末にあり 私の仕事プラスアルファを充実させた500時間活用法 ごま書房 1990.1 (ゴマビジネス)
- 倫敦洒脱探偵 商社マンの英国ウォッチング 日本経済新聞社 1990.12 「倫敦ユーモア探偵」文庫
- アーサー・コナン・ドイル - ホームズ・SF・心霊主義 講談社現代新書 1991.7
- 物語で読む先物取引 経済探検 日本経済新聞社 1993.7
- シャーロッキアンの冒険と回想 私の複眼人生術 東洋経済新報社, 1994.2
- スーパー整理術 仕事の効率を上げ、人脈、情報をふやす“プラスアルファ方式" ごま書房 1995.10 (ゴマブックス)
- スーパー時間術 週末の500時間を活用すれば、だれでもその道の達人になれる ごま書房 1995.6 (ゴマブックス)
- シャーロッキアンの新たなる冒険 サラリーマンにノーサイドの笛が鳴る 東洋経済新報社 1996.9
- 先物探偵術 先物は現代ビジネス、成功の鍵 同朋舎出版 1997.3 (Books,スマートなビジネスマン)
- 仕事と人生の調理法 CFTCの「規制・自由・拡大」思想 日本経済新聞社 2000.6
- 米国商品先物市場の研究 東洋経済新報社 2000.8
- 五〇歳からの人生設計図の描き方 2003.8 (角川oneテーマ21)
- ビジネスパーソンの人生術 ホームズ教授のとっておきレッスン 東洋経済新報社 2003.8
- 他人に勝つビジネス文章の書き方 実業之日本社 2004.1
- 五〇歳からの定年準備 2005.6 (角川oneテーマ21)
- 五〇歳からの危機管理 健康・財産・家族の守り方 2006.5 (角川oneテーマ21)
- 六〇歳で夢を叶えよう 仕事、趣味、家族、お金 2007.7 (角川oneテーマ21)
- 商品先物市場発展の条件 時事通信出版局 2007.7
- ドイルとホームズを「探偵」する 日本経済新聞出版社 2009.1
- 不安な時代の人生設計図の描き方 時事通信出版局 2009.11
- 評伝コナン・ドイルの真実 かまくら春秋社 2018.5

## 共著
- 商品先物取引の世界 フューチャーズ・ビジネス=ロンドン編 ロバート・ギブソン・ジャーヴィー 東洋経済新報社 1983.10
- 総合商社ビッグバン 林川眞善共著 東洋経済新報社 1999.4